# Малкачан
Малкача́н (в среднем и верхнем течении — Бэбе, Кэрэ) — река в Магаданской области Российской Федерации, впадает в Малкачанский залив залива Шелихова Охотского моря. Длина реки с истоком составляет 123 км. Площадь водосборного бассейна — 1380 км².
Истоки Малкачана берут начало на южных склонах Колымского хребта Колымского нагорья. Питание реки снеговое и дождевое. В Малкачане и притоках обитает восточносибирский хариус и пестроногий подкаменщик (Cottus poecilopus), летом на нерест заходят мальма, голец Леванидова (Salvelinus levanidovi), кунджа, кета, горбуша, кижуч и нерка. В озерках и протоках малкачанской дельты часто встречается трёхиглая колюшка (Gasterosteus aculeatus)
В низовьях реки находится обширный тундровый участок, на территории которого организован заказник регионального значения «Малкачанская тундра». В недавнем прошлом бассейн Малкачана — важное место кочёвок эвенов-оленеводов.
Название в переводе с эвенского Мулкачан — «лось».

## Притоки
Объекты перечислены по порядку от устья к истоку.
- 11 км: Малый Малкачан[2] (лв)
- 50 км: Элгэн[8] (пр)
- 58 км: Хулагакчан[8] (пр)
- 67 км: Восточная Бэбе[8] (лв)
- 88 км: Берёзовый[3] (лв)
- 102 км: Ветвистый[3] (лв)
- 110 км: Орёл[3] (пр)